# 진해냉천초등학교
진해냉천초등학교(鎭海冷川初等學校)는 대한민국 경상남도 창원시 진해구에 있는 공립 초등학교이다.

## 연혁
- 2016.01.29 진해냉천초등학교 설립 인가
- 2016.03.01 진해냉천초등학교 개교(15학급, 특수반1, 유치원1 포함)
- 2016.03.01 초대 정영배 교장 부임
- 2016.03.02 제1회 입학식(신입생 66명)